# Aleksander Mandziara
Aleksander Mandziara, do 1965 nosił imię Alfons (ur. 16 sierpnia 1940, zm. 2 września 2015) – polski piłkarz i trener piłkarski. Posiadał również obywatelstwo niemieckie.

## Kariera
Był wychowankiem ŁTS Łabędy. Grał we Flocie Gdynia, Szombierkach Bytom, NAC Breda, z którym zdobył Puchar Holandii w 1973 roku, i w GKS Tychy. Prowadzona przez Mandziarę drużyna GKS Tychy zdobyła tytuł wicemistrza kraju w 1976. W swojej karierze trenerskiej prowadził również Pogoń Szczecin.
Po wyjeździe do Europy Zachodniej od sezonu 1981/82 do stycznia 1983 prowadził w niemieckiej 2. Bundeslidze zespół Rot-Weiß Essen. Następnie w latach 1984–1988 trenował BSC Young Boys, z którym w 1986 zdobył mistrzostwo i superpuchar kraju, a w 1987 puchar Szwajcarii. W sezonie 1992/93 na krótko objął drużynę SV Darmstadt 98.

## Życie prywatne
Był ojcem Adama Mandziary, menadżera piłkarskiego.